# Zahrádky (kraj liberecki)
Zahrádky – gmina w Czechach, w powiecie Česká Lípa, w kraju libereckim. Według danych z dnia 1 stycznia 2013 liczyła 645 mieszkańców.